# Picoides scalaris
Dryobates scalaris là một loài chim gõ kiến Bắc Mỹ trong họ Picidae.
Một số cơ quan phân loại, bao gồm Hội Điểu học Hoa Kỳ, tiếp tục đặt loài này trong chi Picoides.
Loài chim gõ kiến này khá phổ biến ở các khu vực cây cối rậm rạp và bụi rậm khô và có phạm vi phân bố khá lớn. Loài này có thể được tìm thấy quanh năm ở Tây Nam Hoa Kỳ (phía bắc đến cực nam Nevada và cực đông nam Colorado), hầu hết Mexico, và cục bộ ở Trung Mỹ xa về phía nam Nicaragua.
Thân dài 16,5 to 19 cm